# Schwimmgerste
Die Schwimmgerste ist ein Abfallprodukt beim Einweichen der Gerstenkörner beim Mälzen. Schwimmgerste besteht meist aus Körnern mit Fraßschäden, die Lufteinschluß und Aufschwimmen bewirken. Die abgeschöpfte Schwimmgerste wird wie auch der Treber (Abfallprodukt beim Maischen) als Viehfutter verwendet, hauptsächlich als Geflügelfutter.